# Narcomedusae
Ordre
Les Narcomedusae sont un ordre d'hydrozoaires de la sous-classe des Trachylinae ressemblant à des méduses.

## Description et caractéristiques
Ce sont des hydrozoaires pélagiques sans stade polype (ou très limité). Le stade méduse est composé d'une masse gélatineuse en forme de lentille avec des bords fins, de tentacules insérés au-dessus de la marge de la cloche, sans bulbes tentaculaires. L'estomac est développé (sans manubrium), la marge de la cloche lobée, et il n'y a pas de canaux radiaux. Les statocystes sont presque toujours externes, d'origine endo-ectodermale.
Il existe quelques formes aberrantes sans cloche (comme les Tetraplatidae), en forme de ver, avec quatre sortes de nageoires.
On trouve principalement ces espèces dans les eaux profondes et très au large des côtes.

## Liste des familles
Selon World Register of Marine Species (22 septembre 2015) :
- famille Aeginidae Gegenbaur, 1857 — 8 genres (9 espèces)
- famille Csiromedusidae Gershwin & Zeidler, 2010 — 1 genre (monotypique)
- famille Cuninidae Bigelow, 1913 — 3 genres (18 espèces)
- famille Solmarisidae Haeckel, 1879 — 2 genres (13 espèces)
- famille Tetraplatidae Collins, Bentlage, Lindner, Lindsay, Haddock, Jarms, Norenburg, Jankowski & Cartwright, 2008 — 1 genre (2 espèces)

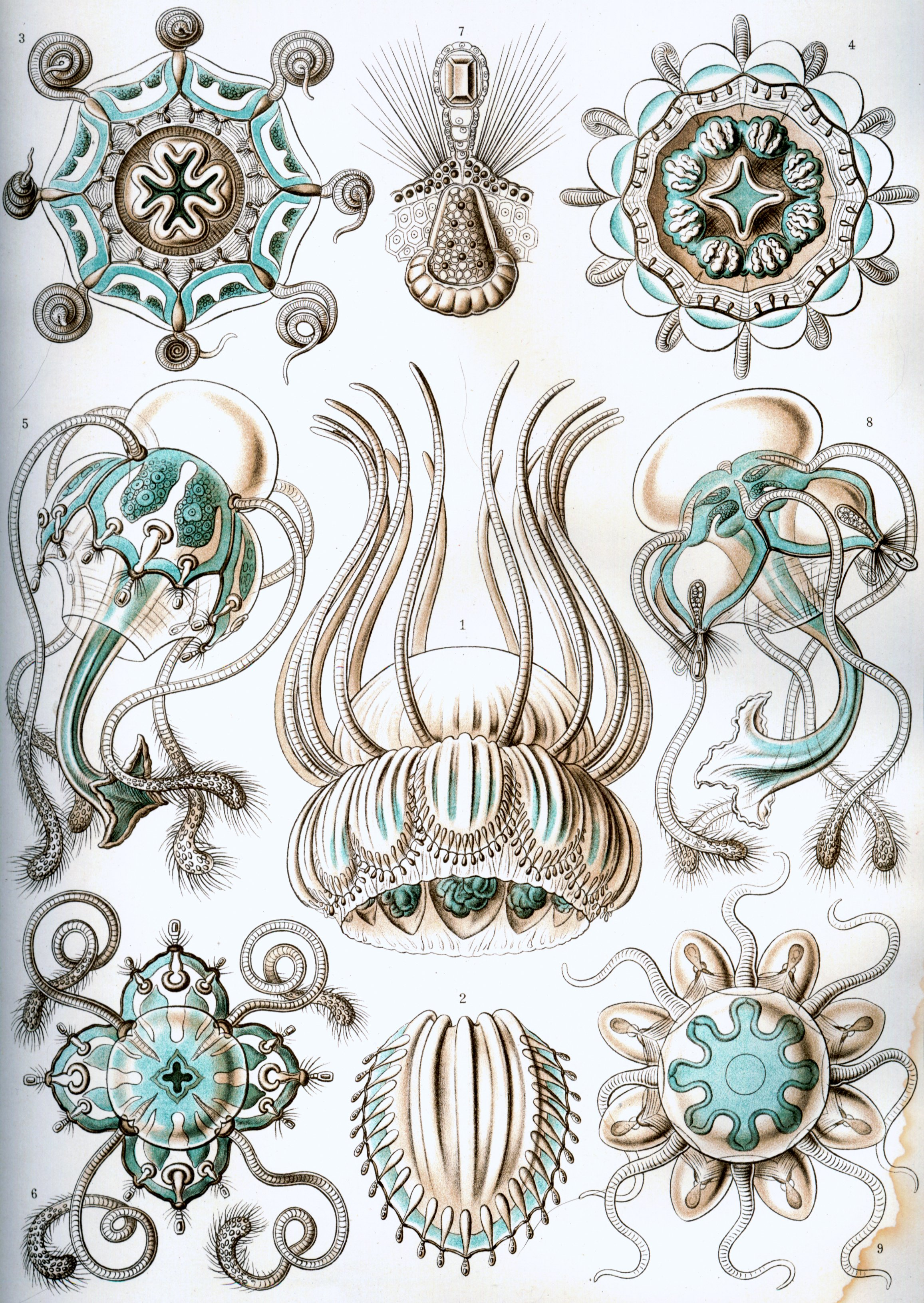
Planche de Narcomedusae par Ernst Haeckel.